# Icariella
Icariella hauseri es una especie de araña araneomorfa de la familia Linyphiidae. Es el único miembro del género monotípico Icariella.

## Distribución
Es un endemismo de Grecia.